# Frédéric Dohou
Frédéric Dohou er en politiker og universitet præsidenter fra Benin. Fra 2003 til 2006 var han flere gange minister under formandskabet af præsident Mathieu Kérékou.
Han er grundlægger af Université des sciences et technologies du Bénin.